# Marovantaza
Marovantaza is een plaats en commune in het noorden van Madagaskar, behorend tot het district Analalava, dat gelegen is in de regio Sofia. Tijdens een volkstelling in 2001 telde de plaats 10.504 inwoners.
De plaats biedt naast lager onderwijs ook middelbaar onderwijs aan. 65 % van de bevolking werkt als landbouwer, 31 % houdt zich bezig met veeteelt en 2 % verdient zijn brood als visser. Het belangrijkste landbouwproduct is rijst; andere belangrijke producten zijn mais en maniok. Verder is 2% actief in de dienstensector.